# Kanton Villeneuve-d’Ascq
Der Kanton Villeneuve-d’Ascq ist seit 2015 ein französischer Wahlkreis im Arrondissement Lille im Département Nord.

## Gemeinden
Der Kanton besteht aus fünf Gemeinden mit insgesamt 72.871 Einwohnern (Stand: 1. Januar 2022) auf einer Gesamtfläche von 41,13 km²: 
| Gemeinde                 | Einwohner 1. Januar 2022 | Fläche km² | Dichte Einw./km² | Code INSEE | Postleitzahl        |
| ------------------------ | ------------------------ | ---------- | ---------------- | ---------- | ------------------- |
| Forest-sur-Marque        | 1.660                    | 1,05       | 1.581            | 59247      | 59510               |
| Sailly-lez-Lannoy        | 1.936                    | 4,43       | 437              | 59522      | 59390               |
| Toufflers                | 3.964                    | 2,39       | 1.659            | 59598      | 59390               |
| Villeneuve-d’Ascq        | 62.342                   | 27,46      | 2.270            | 59009      | 59491, 59493, 59650 |
| Willems                  | 2.969                    | 5,80       | 512              | 59660      | 59780               |
| Kanton Villeneuve-d’Ascq | 72.871                   | 41,13      | 1.772            | 5940       | –                   |